# Józef Szymański (bobsleista)
Józef Szymański (ur. 31 stycznia 1926 w Besku. zm. 24 sierpnia 2016 w Nowym Sączu) – polski bobsleista, saneczkarz, skeletonista, olimpijczyk z Cortina d’Ampezzo 1956.
Podczas II wojny światowej przebywał 4 lata w obozie pracy w Berlinie.
Mistrz Polski w saneczkarskich dwójkach w roku 1951 (wraz ze Stefanem Ciapałą).
Na igrzyskach olimpijskich w 1956 roku wystartował w czwórkach bobslejowych, zajmując 15. miejsce.